# ソルクレスタ
『ソルクレスタ』 (SOL CRESTA) は、2022年2月22日にプラチナゲームズから発売されたPlayStation 4、Nintendo Switch、Steam用の縦スクロールシューティングゲーム。

## 概要
『ムーンクレスタ』『テラクレスタ』『テラクレスタII』の流れをくむ作品で、プラチナゲームズが企画する「ネオクラシックアーケード」シリーズの第1作。

## ゲーム内容

### システム
自機は3機からなり、合体時の並びによって攻撃の性能が変化する。

### ストーリー
無の魔王マンドラーが太陽系への侵攻を開始し、月を奪われ地球を追われた人類は、太陽系外縁の海王星第12衛星ラオメデイアまで撤退していた。
太陽系奪回組織「ソルクレスタ」を結成した人類は、最新鋭合体型戦闘攻撃機「ヤマト」を出撃させ、太陽系の奪回を目指す。

### 自機「ヤマト」

#### 各機体の解説
- アマテラス(1号機・赤色の機体)
- ツクヨミ(2号機・青色の機体)
- スサノオ(3号機・黄色の機体)

### 隠し機体
やり込み要素であるアチーブメントを一定以上溜めると使用可能になる。
フソウ

ムサシ

ゼロ

### DLC機体
CR47（『ムーンクレスタ』より）

ウイングギャリバー（『テラクレスタ』より）

ウイングギャリバーII（『テラクレスタII』より）

### ステージ
ＳＴＡＧＥ：０１　ＮＥＰＴＵＮＵＳ
侵略兵器ヴァイクンの破壊が目的。これ以降の惑星にも設置されている。
ＳＴＡＧＥ：０２　ＵＲＡＮＵＳ
古い識別コードだが、信号の発信を確認する。
ＳＴＡＧＥ：０３　ＳＡＴＵＲＮ
星間バリア装置を破壊が目的。
ＳＴＡＧＥ：０４　ＭＡＲＳ
巨大反物質粒子砲破壊が目的。
ＳＴＡＧＥ：０５　ＴＥＲＲＡ
テラクレスタ風のステージ。
ＳＴＡＧＥ：０６　ＭＥＲＣＵＲＹ
メガ・ゾファーの最終防衛ライン。
ＳＴＡＧＥ：０７　ＳＯＬ
メガ・ゾファーの本境地。
ＳＴＡＧＥ：０８
マンドラーの完全消滅により太陽に飲み込まれるメガ・ゾファーの本境地からの脱出。当初は残機を全て失うとゲームオーバーになっていたが、アップデートで本ステージのみ残機は無限になる。